# 3659 Bellingshausen
3659 Bellingshausen eller 1969 TE2 är en asteroid i huvudbältet som upptäcktes den 8 oktober 1969 av den ryska astronomen Ljudmila Tjernych vid Krims astrofysiska observatorium på Krim. Den är uppkallad efter Fabian von Bellingshausen.